# In Moro Land
In Moro Land è un cortometraggio muto del 1913. Non si conosce il nome del regista né si hanno altri dati sul cast del documentario prodotto dalla Selig,

## Produzione
Il film fu prodotto dalla Selig Polyscope Company.

## Distribuzione
Distribuito dalla General Film Company, il film - un cortometraggio di 100 metri - uscì nelle sale cinematografiche statunitensi il 24 luglio 1913. Nelle proiezioni, veniva programmato con il sistema dello split reel, accorpato in un'unica bobina con un altro cortometraggio prodotto dalla Selig, la commedia Two Artists and One Suit of Clothes.